# Télévision en Côte d'Ivoire

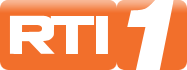
RTI1 la première chaîne de télévision Ivoirienne.

Depuis la création de la première chaîne de télévision en 1963 la Côte d'Ivoire s'est dotée d'une seconde chaîne publique à caractère culturel, TV2 (aujourd'hui RTI 2), en 1991. Le pays, qui se veut leader en Afrique de l'ouest[réf. nécessaire], ne possédait ainsi que deux chaînes de télévision.